# Borci (Republika Serbska)
Borci (cyr. Борци) – wieś w Bośni i Hercegowinie, w Republice Serbskiej, w gminie Jezero. W 2013 roku liczyła 19 mieszkańców.